# 77e brigade d'infanterie (Inde)
La 77e brigade d'infanterie indienne était une formation d'infanterie de l'armée indienne britannique formée en Inde en juin 1942, pendant la Seconde Guerre mondiale. 
La brigade est affectée aux Chindits et organisée en huit colonnes pour les opérations derrière les lignes ennemies en Birmanie. En mars 1945, elle fut convertie en 77e brigade parachutiste indienne et affectée à la 44e division aéroportée indienne.

## Composition

### 1942-1943
- 13e bataillon, King's Regiment (Liverpool) (en)
- 3e bataillon, 2e régiment de fusiliers gorkhas
- 2e bataillon, Burma Rifles (en)
- 3e bataillon, 9e régiment de fusiliers gorkhas, janvier 1944-août 1944
- 12e bataillon, Nigeria Regiment (en), avril 1944-mai 1944
- 7e bataillon, Nigeria Regiment, avril 1944-mai 1944

### 1943–1945
- 3e bataillon, 6e régiment de fusiliers gorkhas
- 1er bataillon, King's Regiment (Liverpool)
- 1er bataillon, The Lancashire Fusiliers
- 1er bataillon, South Staffordshire Regiment (en)[2]

### 77ebrigade parachutiste
- 15e bataillon de parachutistes (King's)
- 16e bataillon de parachutistes (Staffords)
- 2e bataillon, régiment de parachutistes indiens
- 4e bataillon, régiment de parachutistes indiens[3]